# Stanislav Petkov
Stanislav Petkov (in bulgaro Станислав Петков?; Plovdiv, 31 dicembre 1987) è un pallavolista bulgaro.
Gioca nel ruolo di schiacciatore nel Club Volei Municipal Tomis Constanța.

## Carriera
La carriera di Stanislav Petkov inizia nelle giovanili del Lokomotiv 1926, la squadra di Plovdiv, suo paese natale; si trasferisce poi nel Volejbolen klub Pirin, società militante nel campionato bulgaro, prima di essere ingaggiato per gli ultimi mesi della stagione 2009-10 dalla Zinella Volley Bologna, nella serie cadetta italiana.
Nell'annata 2010-11 passa al Kalleh Mazandaran Volleyball Club, nella Super League iraniana, dove rimane anche per la stagione successiva, stavolta con la maglia dell'Aluminium Al-Mahdi Hormozgan Volleyball Club. Disputa poi due campionati in Bulgaria con il KVK Gabrovo, intervallati da una breve parentesi all'ASUL Lyon, nel massimo campionato francese.
Dalla stagione 2014-15 è tesserato per il Club Volei Municipal Tomis Constanța, con cui si laurea campione di Romania.

## Palmarès
- Campionato rumeno: 1

2014-15